# Kult roślin w Indiach
Kult roślin w Indiach ma długą historię. W religiach dharmicznych od tysiącleci wiele gatunków roślin pojawia się nie tylko w mitach, lecz również współcześnie stanowi istotną część kultu religijnego. Wielu z nich przypisuje się znaczenie magiczne i lecznicze. Prawie wszystkie rośliny uznane za święte wykorzystywane są również szeroko w ajurwedzie, tradycyjnym systemie medycyny hinduskiej.

## Kwiaty, liście i owoce
Poszczególne części roślin (kwiaty, gałązki, liście, czasami owoce) są ofiarowywane podczas obrzędów w świątyniach. Powszechne w Indiach jest użycie pięciu rodzajów świętych liści podczas ceremonii religijnych:
- pipalu
- gularu
- pilkhanu
- bargadu
- mango

Większość z roślin posiada symboliczny związek z jakimś bóstwem, np. niezwykle toksyczna i halucynogenna datura zostaje powiązana ze "straszliwym" (Bhajrawa) bogiem Śiwą, lotos z łaskawą boginią Lakszmi itd. Istnieje wiele wzmianek w Puranach, starożytnych tekstach mitologicznych. Łuk Kamy, boga miłości, jest ozdobiony kwiatami pięciu roślin: asioki, mango, navamal lika (Ixora parviflora), padmy - różowego lotosu (Nelumbo nucifera) i kamali, niebieskiego lotosu (Nymphaea stellata).
Istnieje wiele skodyfikowanych zasad stosowania kwiatów podczas obrzędów, np. z pewnymi wyjątkami nie używa się kwiatów, które spadły na ziemię, boginiom ofiaruje się najczęściej kwiaty w kolorze czerwonym itd. Obowiązują różne tabu: kwiatów sirisa (Albizzia lebbeck) nie można używać podczas pudży na cześć Ganeśa, zaś widźaja sala (Pterocarpus marsupium) w obrzędach na cześć Śiwy). Obrzędy wykonywane są w ściśle określonym czasie, tzn. zgodnie z tradycyjnym hinduskim kalendarzem świąt i wskazaniami astrologii indyjskiej.
| Nazwa indyjska               | Nazwy botaniczne                                     | Bóstwo                     | Znaczenie kultowe | Grafika        |
| ---------------------------- | ---------------------------------------------------- | -------------------------- | --- | -------------- |
| Tulsi, tulasi                | Bazylia azjatycka, Ocimum tenuiflorum                | Kryszna                    | Uschnięte i opadłe liście tulasi ofiarowywane są Wisznu (Krysznie) wraz z pożywieniem podczas codziennych rytuałów. Intonuje się wtedy modlitwę Tulasi Pranam, której znaczenie jest następujące: "Ofiarowuję moje wielokrotne pokłony Wrindzie, Śrimati Tulasi Dewi, która jest bardzo droga Keśawie. O bogini, obdarzasz służbą oddania dla Kryszny i posiadasz najwyższą prawdę." Podczas wisznuickiej pudźi, liście składane jako ofiara upawastra (oznaczająca ubrania dla bóstwa). | Tulsi          |
| Dhatūrā                      | Bieluń, Datura                                       | Śiwa                       | Kwiaty datury często są widoczne w płomiennym kręgu, otaczającym tańczącego Śiwę; datura jest tabu dla Wisznu |                |
| Amla, amalaka, ambala, nelli | Phyllanthus emblica, Emblica officinalis             | Brahma                     | Wyrosła z łez Brahmy | Amla           |
| Dźuhi, usimalligai           | Jaśmin                                               | Dewi                       | Kwiaty jaśminu mogą być ofiarowywane wszystkim bóstwom | Jaśmin         |
| Padma, pundarika             | Lotos Nelumbo nucifera                               | Budda, Lakszmi, Murugan    | Symbol czystości - dzięki mikroskopijnym strukturom woskowym na powierzchni nie przylega doń brud, mimo że rośnie w mulistych zbiornikach wodnych | Kwiat lotosu   |
| Nil kamala                   | Nymphaea stellata tzw. niebieski lotos               | Lakszmi                    | |                |
| Venu, bams                   | Bambus                                               | Śiwa, Wisznu               | Atrybut Kryszny |                |
| Paćuli                       | Paczuli                                              | Kryszna                    | Paczuli rozpropagował na Zachodzie zwłaszcza ruch Hare Kryszna, według którego jest to roślina, którą zamieszkuje Kryszna. | Kwiaty paczuli |
| Gańdźa                       | Konopie indyjskie, Cannabis sativa                   | Śiwa                       | Palone rytualnie przez sadhu śiwaickich, zwłaszcza podczas święta Śiwaratri | .              |
| Ćandana                      | Sandałowiec                                          | Wszystkie bóstwa           | Pastą z drzewa sandałowego naciera się posągi bóstw | Sandałowiec    |
| Haldi                        | Ostryż, Kurkuma                                      | Durga                      | Pastą z kurkumy naciera się posągi bóstw, najbardziej spektakularny obrzęd tego typu odbywa się podczas Mahamasztakabhiśeka w Śrawanabelagola, gdy pastą z kurkumy nacierany jest olbrzymi kamienny posąg Gomateśwary. |                |
| Gurhal                       | Ketmia róża chińska                                  | Kali                       | Kwiaty hibiskusa ofiaruje się zwłaszcza podczas obchodów święta Durga pudźa |                |
| Pan                          | Pieprz żuwny, pieprz betelowy, betel, Piper betle    | Lakszmi                    | Jest obiektem kultu w tradycji Barui w Bengalu. Jego znaczenie religijne opisane jest w tekście Radźnirghantha. Jego liście wykorzystywane są w trakcie hinduistycznej ceremonii ślubnej. |                |
| Kuśa                         | Trawa kuśa, Desmostachya bipinnata, Pos cynosuroides |                            | Stosowana jest w prawie wszystkich ceremoniach pudźa i jadźńa |                |
| Durwa                        | Trawa durwa, Agrostis linearis                       | Ganeśa                     | Jest ofiarowana Ganesi podczas obrzędów |                |
| Kaner                        | Oleander                                             | Śiwa Dewi                  | W Tamilnadu czasem jako sthalawryksza. Kwiaty ofiarowane zarówno Siwie, jak i Dewi (w przypadku oleandru, lotosu i róży kwiaty nie muszą być czerwone) | Oleander       |
| Palaś                        | Butea monosperma                                     | Brahma, Śiwa, Wisznu; Kali | Z drewna robi się święte naczynia i laski bramińskie; czerwone kwiaty ofiarowane są podczas krwawych ofiar na cześć bogini Kali; liście (brahma pattra) służą braminom po inicjacji jako talerze do jedzenia; suche gałązki używane są podczas obrzędu homa. |                |
| Pakur, pakar, pilkhan        | Ficus lacor                                          |                            | Liście należą do pięciu najbardziej świętych |                |
| Sim, soma latā               | Sarcostema acidum                                    |                            | Sfermentowany sok tej rośliny spożywano rytualnie w starożytności pod nazwą soma |                |
| Ak, arka, erukku             | Calotropis gigantea                                  | Śiwa                       | Kwiaty ofiarowane są podczas Śiwapudźa |                |
| Arka                         | Asclepias gigantica                                  | Rawi                       | |                |
| Ikh                          | Trzcina cukrowa                                      | Ganeśa                     | Jednym z atrybutów Ganeśa jest łuk zrobiony z łodygi trzciny cukrowej, z którego strzela ukwieconymi strzałami (puszpaśara), wskazując właściwą drogę |                |
| Kaćnar                       | Bauhinia zmienna                                     | Śiwa                       | Kwiaty ofiarowywane są Śiwie |                |
| Nagalingam, nagapuszpam      | Czerpnia gujańska                                    | Śiwa                       | Kwiat przypomina kaptur tysiącgłowej kobry nad Śiwalingą |                |
| Aparadźita                   | Clitoria ternatea                                    | Durga                      | Kwiat przypomina żeńskie organy płciowe, z tego względu roślina jest uważana za wcielenie bogini Durgi. |                |
| Pannir                       | Guettarda speciosa                                   | Murugan, Śiwa, Wisznu      | W Tirućendur wiernym oferowany jest wibhutiprasadam (święty popiół) z liści panniru. |                |
| Punnai, sultan ćampa         | Calophyllum inophyllum                               | Murugan, Śiwa              | Kwiaty są składane w ofierze Śiwie podczas porannej pudży |                |

## Drzewa
- Kult drzew na Półwyspie Indyjskim datowany jest od czasów przedaryjskich. Drzewa symbolizują płodność, witalność i moc siły wegetacji[18].

Reprezentowały też łącznik pomiędzy niebiosami i ziemią.
- Wzmianki o szczególnych drzewach obfitują w mitologii indyjskiej. W niebiańskim ogrodzie boga Indry, zwanym Nandana, znajduje się pięć specjalnie wyróżnionych drzew (pańćawryksza):
  - mandara (Erythrina sricta), której cień uwalnia od dolegliwości i zmartwień;
  - paridźata (Nyctanthes arbor-tristis);
  - samantaka, wzmacniająca męską płodność;
  - harićandana, czyli sandałowiec (Santalum album), który pomijając już piękny zapach, odstrasza złe duchy;
  - kalpataru, posiadające moc spełniania życzeń (Sisyrinchium bermudianum).

Niektóre drzewa związane są w z poszczególnymi bóstwami lub postaciami mitologicznymi, np. mędrzec Markandeja schronił się w konarach bargadu podczas potopu.
- Kodeks prawny Manusmryti zawiera listę kar za krzywdzenie drzew[20].
- W wielu świątyniach ważnym elementem kultowym jest święte drzewo, tzw. sthala wrykszam[21].
- Niezależnie od kultu świątynnego, w Indiach zachowała się tradycja utrzymywania świętych gajów, co służyło między innymi zachowaniu gatunków szczególnie ważnych ze względu na swoje właściwości lecznicze. Przykładowo w Ghatach Zachodnich w stanie Maharasztra istnieje ponad 200 świętych gajów, zwykle poświęconych Matce Ziemi[18]. Zabronione są tam polowania, wypas zwierząt, a drewno pozyskać można dopiero jak drzewo uschnie.
- Kult drzew stanowi również ważny element hinduizmu ludowego i śaktyzmu, według którego drzewa zamieszkują żeńskie duchy, zwane jakszi.

| Nazwa indyjska             | Nazwy botaniczne                                  | Bóstwa | Znaczenie kultowe | Grafika       |
| -------------------------- | ------------------------------------------------- | --- | --- | ------------- |
| Vata, wad, bargad          | Figowiec bengalski (Ficus indica)                 | Brahma | Symbolizuje nieśmiertelność - dzięki swym korzeniom powietrznym może się rozrastać praktycznie w nieskończoność. Związany jest również z Kryszną, który bawił się pod nim w dzieciństwie | Banyan        |
| Pippala, pipal, aśvattha   | Figowiec pagodowy (Ficus religiosa)               | Budda, Wisznu, Śiwa. \| Według tradycji pod tym drzewem Budda osiągnął oświecenie. W hinduizmie drzewo to jest łącznikiem między ziemią a niebiosami oraz symbolem trimurti i wiedzy duchowej. | Pipal |               |
| Bilva, bel                 | Kleiszcze smakowite (Aegle marmelos)              | Śiwa | Liście klejowca wykorzystywane są do celów rytualnych podczas święta Mahaśiwaratri. Wtedy dekoruje się nimi szczyt lingi w świątyniach śiwaickich. | Liście bilva  |
| Matulinga                  | Cytron (Citrus medica)                            | Śiwa | W hinduizmie drzewo to, pod nazwą sanskrycką matulinga, stanowi atrybut w przedstawieniach postaci boga Śiwy. Symbolizuje niezliczone atomy, będące nasionami, z których powstał wszechświat. |               |
| Śiwalingi, lingini         | Dipocyclos palmatus                               | Śiwa | Używane w magii sympatycznej - ponieważ nasiona przypominają kształtem męskie genitalia, znachorzy zalecają ich spożywanie ciężarnym kobietom, pragnącym urodzić męskiego potomka. |               |
| Harada, haritaki           | Terminalia chebula                                | Indra | W mitologii: gdy Indra pił amrytę, kropla nektaru spadła na ziemię i wyrosła haritaki. |               |
| Rudraksza                  | Mala wąskolistna (Elaeocarpus angustifolius)      | Śiwa | Z owoców wykonuje się różaniec śiwaicki. |               |
| Kadamba                    | Neolamarckia cadamba                              | Radha i Kryszna; Dewi (Parwati) | Ze względu na powiązanie tego drzewa z historią miłości Radhy i Kryszny powszechnie jest uważane za drzewo zakochanych; niezależnie od tego wiele bogiń określanych jest atrybutem "kadamba vane vasini" (mieszkająca w gaju kadambowym).                                                               | Kwiat kadamby |
| Paridźata                  | Nyctanthes arbor-tristis                          | Wisznu, Lakszmi | To jedno z pięciu rodzajów drzew kalpawryksza rosnących w dewaloce. Jest wzmiankowane w micie amrytamanthana i Wisznupuranie. | Paridżata     |
| Aśoka                      | Saraca indica                                     | Wisznu, Budda | W tekstach sanskryckich często mylona z drzewem śala, pod którym narodził się Budda Siakjamuni. |               |
| Dźambul, dźamun, dźambolan | Czapetka kuminowa (Syzygium cumini)               | Rama | Rama podczas swego wieloletniego wygnania żywił się owocami drzewa dźambu, z tego powodu uważane są one, zwłaszcza w Gudżaracie, za pokarm bogów. |               |
| Mahua                      | Madhuca longifolia                                | Śiwa (Madhuca) | Ze względu na swoją pożyteczność, drzewo to jest uznawane za święte przez członków leśnych plemion (tzw. Scheduled Tribes), którzy starają się je chronić. | Liście        |
| Kela, Kadali               | Bananowiec (Musa paradisiaca)                     | Parwati, Nanda dewi, Kali, Lakszmi, Sakambhari i Wanadurga, Ganeśa. | Wielowarstwowa łodyga bananowca jest symbolem znaczenia mantry Neti neti. W kulcie jest używane podczas Lakszmi pudźy i Durga pudźy (wtedy jest kąpane i ubierane w szaty analogicznie jak posążki bóstw hinduistycznych). Z łodyg robi się ceremonialne bramy, zaś liśćmi pokrywa świąteczne pawilony. |               |
| Amra                       | Mango indyjskie (Mangifera indica)                | Murugan, Lakszmi, Gandharwa, Gowardhan | Liście mango używane są: w ceremoniach jadźńa, do dekorowania naczynia Lakszmi Ghata, jak również podczas hinduistycznej ceremonii ślubnej. Z drewna wykonuje się tron ceremonialny. |               |
| Amaltas                    | Strączyniec cewiasty (Cassia fistula)             | Śiwa | Żółte kwiaty symbolizują szczęście zesłana przez Śiwę. Są wykorzystywane w rytuałach związanych z keralskim świętem Vishu |               |
| Kapur, Karpura             | Cynamonowiec kamforowy (Cinnamomum camphora)      | Ćandra | W hinduizmie jego znaczenie kultowe zostało objaśnione w tekście Suśrutasamhita. Sutry wspominają również o rytualnym spożywaniu soku tego drzewa. Cynamonowiec jest używany podczas hinduistycznej ceremonii ślubnej, jak również podczas ofiar ogniowych hawan i jadźńa.                              |               |
| Deodar                     | Cedr himalajski (Cedrus deodara)                  | Śiwa | Czczony zwłaszcza w Kaszmirze i Pendżabie. Nazwa sanskrycka deva-dara oznacza dosłownie "boskie drzewo". Według tradycji sam Śiwa medytował pod deodarem. |               |
| Pala                       | Chlebowiec różnolistny (Artocarpus heterophyllus) | Murugan | Owoce tego drzewa (dżakfrut) są jednymi z trzech owoców (oprócz mango i bananów) składanych w ofierze. |               |
| Anar                       | Granatowiec właściwy (Punica granatum)            | Lalita, Gauri, wszystkie bóstwa | Kwiaty używane w ceremoniach religijnych, owoce trzymane w estymie ze względu na swoje właściwości zdrowotne. Istnieje przysłowie w hindi "ek anar, sau bimar" (Jeden granat na sto chorób). |               |
| Nim                        | Miodla indyjska (Azadirachta indica)              | Śitala | Kwiaty są spożywane rytualnie podczas noworocznych świat ugadi i gudhi padwa. Liście również wykorzystuje się podczas rytuałów Śitala pudźa |               |
| Sami                       | Figowiec benjamina (Ficus benjamina)              | Hanuman | Drewno wymagane w sztucznych ogniach w świątyniach Nepalu. |               |
| Gular, dumri               | Ficus racemosa                                    | | Jeden z pięciu najbardziej świętych liści, używanych podczas pudży |               |
| Ber                        | Głożyna pospolita (Zizyphus jujuba)               | Rama | W Ramajanie stara kobieta o imieniu Sabari ofiarowała owoce beru Ramie i Lakszmanie. Drzewo ber jest czczone również w sikhizmie - rośnie na terenie Złotej Świątyni w Amritsarze. |               |
| Sala                       | Shorea robusta                                    | Budda | Budda urodził się i zmarł pod tym drzewem |               |
| Semul, ilavu               | Bombax ceiba                                      | Lakszmi Parwati | Czerwone kwiaty ofiarowane są Lakszmi lub Parwati |               |
| Śriphala                   | Kokos właściwy, palma kokosowa (Cocos nucifera)   | Waruna | Ze względu na wszechstronne zastosowanie uważana za kalpawryksza (drzewo spełniające życzenia), orzechy kokosowe używane są podczas rytuałów. |               |
| Ćampa                      | Plumeria (Plumeria)                               | Dewi | Zwana "temple flower" lub "pagoda tree", drzewko często sadzone przy świątyniach i na cmentarzach buddyjskich i muzułmańskich jako symbol nieśmiertelności. Z kwiatów robi się girlandy zwane ćampakmala, jako dary ofiarne dla bóstw.                                                                  |               |
| Ćampaka                    | Michelia champaca                                 | Śiwa. Kama | Drzewo często sadzone wokół świątyń hinduskich. Jego kwiaty o żółtym kolorze, ofiarowane są Śiwie - wspomina o tym Adi Śankara. |               |
| Marudham, ardźuna          | Migdałecznik arjuna (Terminalia arjuna)           | Murugan | Czczone jako sthalawrykszam w świątyni Dandajudhapani w Marudamalai (Coimbatore) |               |
| Bakula, mahizham, kesara   | Mimusops elengi                                   | Murugan, Śiwa, Wisznu, wszystkie bóstwa | Kobiety pragnące urodzić chłopca zawieszają malutką kołyskę na drzewie, w przypadku innych życzeń należy przyczepić do tego drzewa nić; nitki te zdejmowane są po spełnieniu życzenia. Czczone również w dżinizmie i buddyzmie, drzewo to rośnie m.in. przy stupach w Amarawati i Sanći.                |               |
| Kura                       | Webera corymbosa                                  | Murugan, Śiwa | Kobiety pragnące urodzić chłopca zawieszają malutką kołyskę również na tym drzewie; w świątyni Tiruvidaikali mleko oferowane jest świętej kobrze (naga), mieszkającej w dziupli drzewa sthalawryksza.                                                                                                   |               |
| Padhiri                    | Stereospermum suaveolens                          | Murugan Uma | Często jako sthalawryksza w Tamilnadu |               |
| Vanni, sami                | Prosopis spicigera                                | Murugan, Durga | Drzewo dające siłę do odniesienia zwycięstwa, czczone zwłaszcza podczas święta dasara. |               |
| Kal athi                   | Ficus retusa                                      | Murugan | Drzewo czczone zwłaszcza w Tirupparankunram koło Maduraju, jednym z sześciu miejsc związanych z Muruganem (poślubił on tam Dewasenę). |               |